# Hermann Breymann
Hermann Wilhelm Breymann (3 luglio 1842 – Bad Reichenhall, 6 settembre 1910) è stato un filologo e pedagogista tedesco.

## Biografia
Studiò lingue a Göttingen, Bonn, Marburgo e Parigi; visse a Manchester e Londra dal 1867 al 1975; nell'ultimo anno fu nominato professore di francese e inglese presso l'Università di Monaco, fu riconosciuto come una delle principali autorità in materia di istruzione in relazione alle lingue moderne.

## Opere
- Les deux livres des Macchabées (1868).
- La dîme de pénitance : altfranzösisches Gedicht, (1874).
- "A French grammar, based on philological principles", pubblicato in inglese 1874.
- "Second French exercise book", pubblicato in inglese 1875.
- Französisches Elementarbuch für Gymnasien und Progymnasien 1886.
- Diez, sein Leben, seine Werke (1878).
- Marlowe's werke, historische-kritische Ausgabe (1889).[1]
- Die neusprachliche Reform-Literatur 1876-93, (1895).
- Die phonetische Literatur von 1876-95 (Leipzig 1897).
- Die neusprachliche Reform-Literatur 1894-99, (1900).
- Calderon Studien (1905).